# 2018 AK39
2018 AK39 est un objet transneptunien dont la découverte a été annoncée en février 2021. 